# Санаторію Бобильський
Санаторію Бобильський (рос. санатория Бобыльский) — селище в Вадському районі Нижньогородської області Російської Федерації.
Населення становить 97 осіб. Входить до складу муніципального утворення Вадська сільрада.

## Історія
Від 2009 року входить до складу муніципального утворення Вадська сільрада.

## Населення
1. Н/Д[2]